# 1948 w polityce

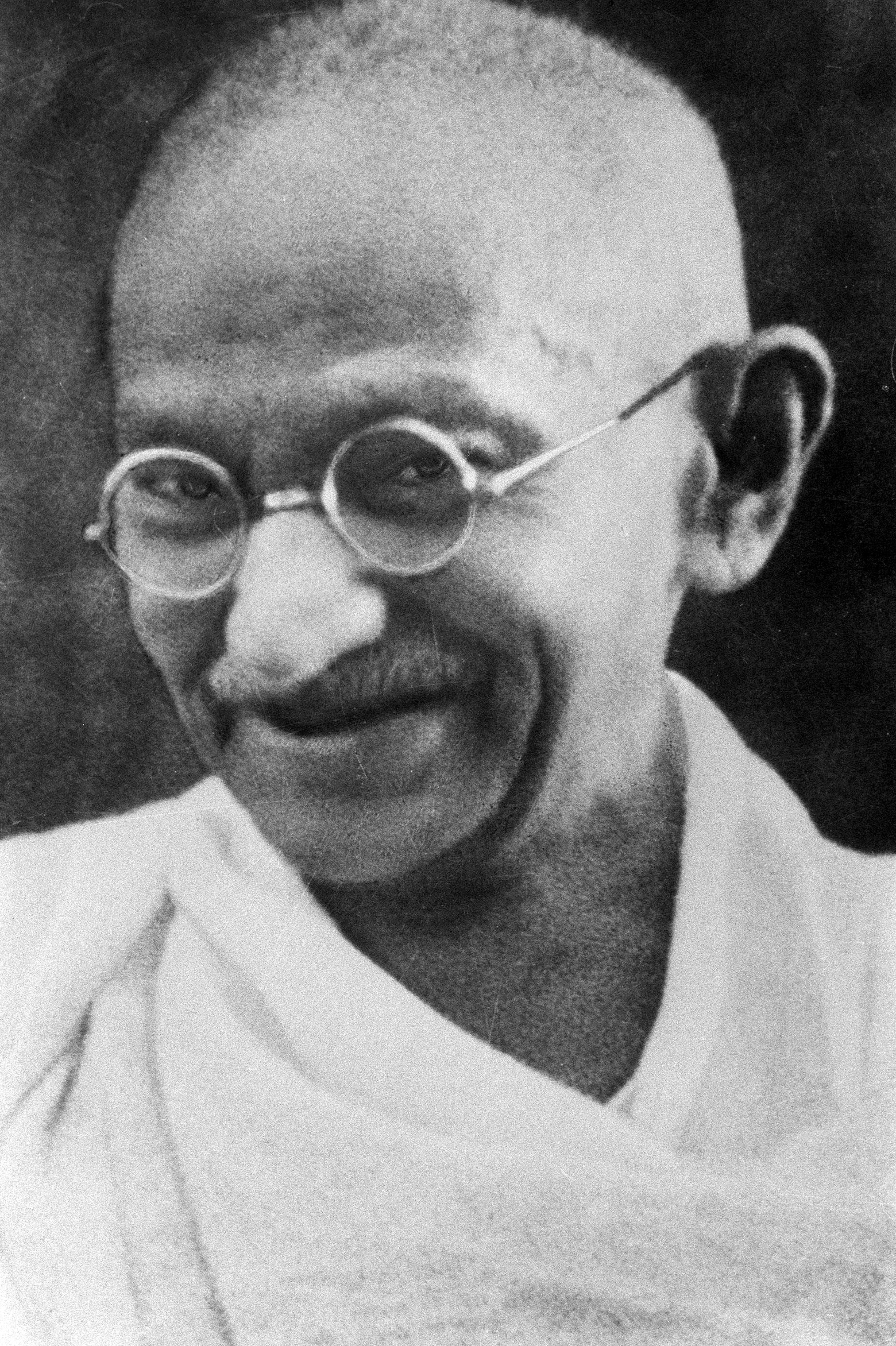
Mahatma Gandhi

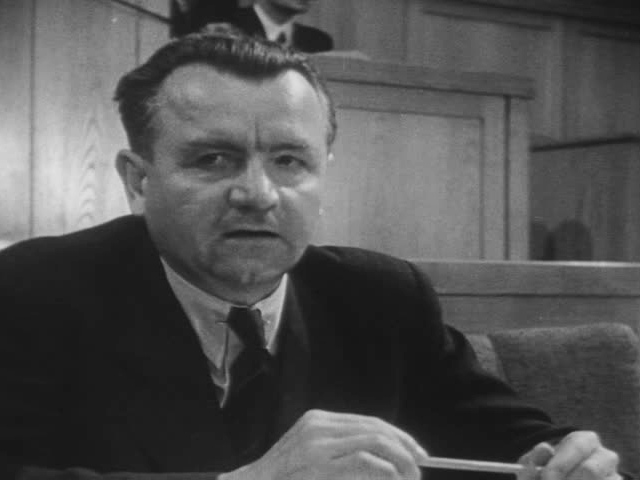
Klement Gottwald

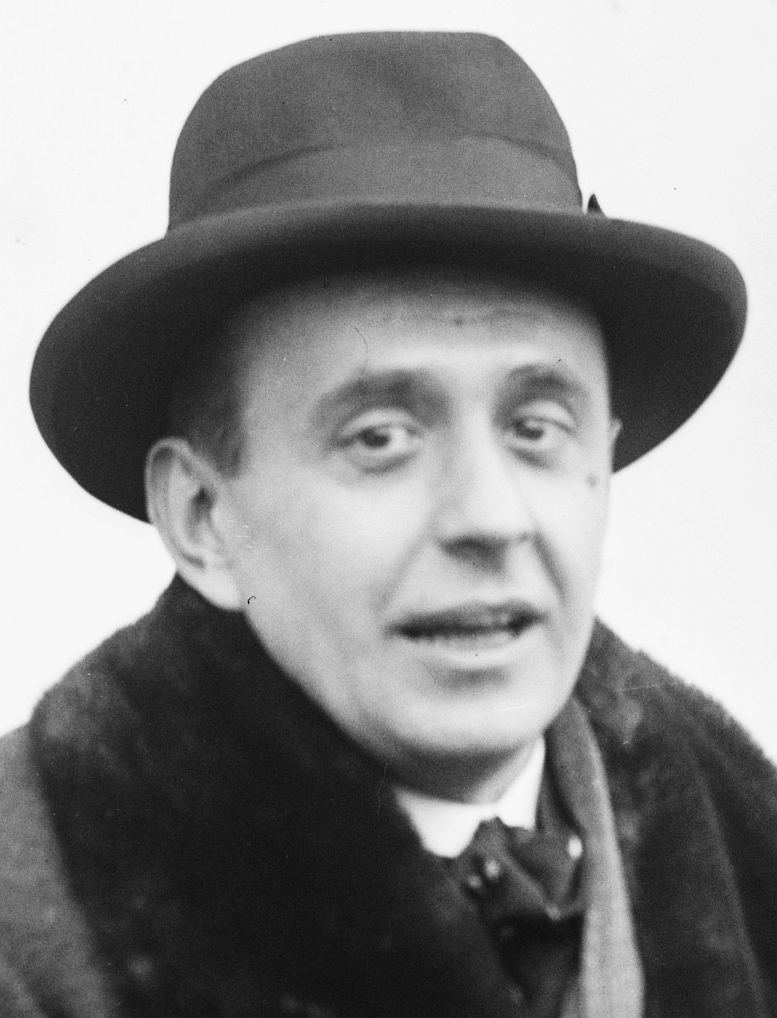
Jan Masaryk

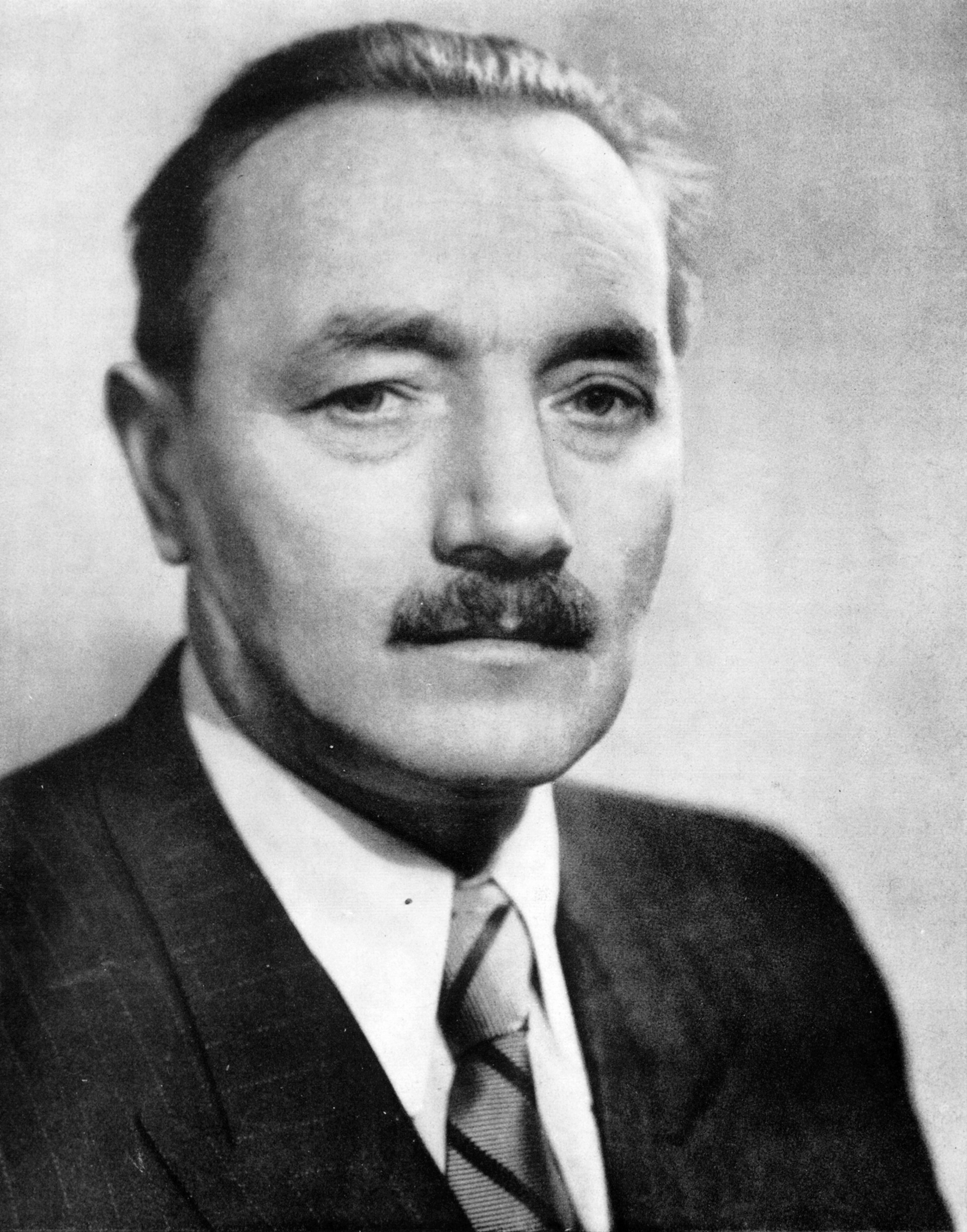
Bolesław Bierut

Wydarzenia polityczne w 1948 roku.

## Styczeń
- 30 stycznia – nacjonalistyczny fanatyk hinduski zamordował Mahatmę Gandhiego[1].

## Luty
- 25 lutego – legalne przejęcie władzy przez komunistów w Pradze; premierem został Klement Gottwald[2].

## Marzec
- 10 marca – zginął tragicznie Jan Masaryk, socjaldemokratyczny minister spraw zagranicznych Czechosłowacji (został zamordowany lub popełnił samobójstwo)[3].
- Wielka Brytania, Francja, Belgia, Holandia i Luksemburg podpisały w Brukseli traktat o współpracy politycznej, gospodarczej i kulturalnej, tzw. traktat brukselski, na mocy którego powstała Unia Zachodnioeuropejska[4].

## Kwiecień
- 2 kwietnia – Kongres Stanów Zjednoczonych zatwierdził Plan Odbudowy Europy (nazywany planem Marshalla). Zgodnie z założeniem 15 krajów europejskich i Turcja otrzymały kredyty na zakup niezbędnych środków gospodarczych oraz innych artykułów pierwszej pomocy[5].

## Maj
- 14 maja – Dawid Ben Gurion ogłosił niepodległość Izraela[5].
- 15 maja – wybuchła pierwsza wojna izraelsko-arabska[5].
- 16 maja – Chaim Weizman został pierwszym prezydentem Izraela[6].
- 17 maja – przywódca Jugosławii Josip Broz Tito odmówił wyjaśnienia swojej polityki przed Kominformem. Przywódca Związku Radzieckiego Józef Stalin publicznie ogłosił go zdrajcą[5].

## Czerwiec
- 3 czerwca – w wyniku zamachu stanu prezydent Paragwaju generał Higinio Morínigo ustąpił ze stanowiska. Nowym prezydentem został Juan Manuel Frutos[5].
- 7 czerwca – prezydent Czechosłowacji Edvard Beneš odmówił podpisania nowej konstytucji oraz zrezygnował z urzędu[5].
- 14 czerwca – Klement Gottwald został nowym prezydentem Czechosłowacji[5].
- 24 czerwca – początek blokady komunikacyjnej zachodnich stref Berlina przez ZSRR[5].
- 28 czerwca – w Bukareszcie zakończyło się posiedzenie Kominformu, w którym uczestniczyli przedstawiciele ZSRR, Bułgarii, Polski, Rumunii, Węgier i Francji. Podczas spotkania rozmawiano i Komunistycznej Partii Jugosławii. Wynikiem obrad było usankcjonowanie bojkotu Jugosławii w bloku wschodnim[5].

## Sierpień
- 15 sierpnia – Korea Południowa ogłosiła niepodległość[5].
- 31 sierpnia – Plenum KC PPR oskarżyło Władysława Gomułkę o „odchylenia prawicowo-nacjonalistyczne”; Bolesław Bierut został I sekretarzem KC PPR[7].

## Wrzesień
- 2 września – Chińska Armia Ludowo-Wyzwoleńcza rozpoczęła kampanię Liaoxi-Shenyang[5].
- 9 września – powstała Koreańska Republika Ludowo-Demokratyczna[5].

## Październik
- 22 października – zmarł kardynał August Hlond, prymas Polski[8].
- 25 października – powołano Ruch Europejski, pozarządowej organizacji na rzecz zjednoczonej Europy; honorowymi przewodniczącymi zostali Winston Churchill, Leon Blum, Paul-Henri Spaak i Aleide de Gasperi.
- 27–29 października – w Peru obalono prezydenta Jose Bustamente y Rivero. Władzę przejęła junta wojskowa (na czele z generałem Manuelem Odríi)[5].

## Listopad
- 12 listopada – po śmierci Augusta Hlonda nowym prymasem Polski został Stefan Wyszyński[9].
- 24 listopada – w Wenezueli obalono prezydenta Rómulo Gallegosa. Władzę w państwie przejęła trzyosobowa junta wojskowa[5].

## Grudzień
- 10 grudnia – Zgromadzenie Ogólne Organizacji Narodów Zjednoczonych uroczyście uchwaliło Powszechną Deklarację Praw Człowieka[5].
- 15 grudnia – rozpoczął się kongres zjednoczeniowy PPR i PPS; 22 grudnia utworzono PZPR[10].
- 21 grudnia – powstała Polska Zjednoczona Partia Robotnicza. Jej przewodniczącym został Bolesław Bierut[5].